# エマニュエル・ジョフロア
エマニュエル・ジョフロア（Emmanuel Geoffroy, 1862年 – 1894年）はフランスの植物学者・探検家である。
マルティニークやフランス領ギニアに紀行し、天然ゴムを作りだす樹木を探索した。また、それらの地域に生育するハリエンジュ属 (Robinia) の植物が、魚に対する毒として用いられていることをフランス領ギニアの原住民から学んでからは、それらの研究を行った。特に、当時 Robinia nicou の学名が与えられ、現在では Lonchocarpus nicou とするのが正しいとされている植物は、彼の学位論文の題材となった。
ジョフロアはロテノンを発見してニコウリン (nicouline) と名づけていたが、これは彼の死後になってから明らかにされた。
1894年に寄生虫感染症により死去した。